# Проблема экономии
Проблема экономии (англ. Economic problem) — проблема, которую исследует экономическая наука: эффективного использования ограниченных ресурсов или управления ими с целью достижения максимального удовлетворения потребностей человека.

## Определение
Согласно К. Р. Макконнеллу и С. Л. Брю проблема экономии — это проблема эффективного использования ограниченных ресурсов или управления ими с целью достижения максимального удовлетворения материальных потребностей человека. Два фундаментальных факта, таких как средства для производства товаров и услуг ограничены или редки и материальные потребности безграничны или неутолимы формируют основу экономической науки.

## Три вопроса Самуэльсона
П.Самуэльсон отмечал, что существует три взаимосвязанных экономических проблемы (вопроса) для решения общей проблемы экономии:
- Что? должно производиться, какие из взаимоисключающих друг друга товары и услуги будут произведены и в каком количестве?
- Как? будут производиться товары и услуги, кем и с помощью каких ресурсов и технологией они будут произведены?
- Для кого? предназначаются производимые товары, то есть как будут распределены эти товары и услуги между экономическими агентами?